# IR Большого Пса
IR Большого Пса (лат. IR Canis Majoris), HD 43236 — одиночная переменная звезда в созвездии Большого Пса на расстоянии приблизительно 1825 световых лет (около 559 парсеков) от Солнца. Видимая звёздная величина звезды — от +7,7m до +7,5m.

## Характеристики
IR Большого Пса — красный гигант, пульсирующая полуправильная переменная звезда типа SRB (SRB) спектрального класса M2III.